# Ostrożeń pannoński
Ostrożeń pannoński (Cirsium pannonicum) – gatunek rośliny należący do rodziny astrowatych. Gatunek rzadki. W Polsce występuje wyłącznie na wyżynie Lubelskiej, Wyżynie Małopolskiej i na Roztoczu.

## Morfologia
ŁodygaRoślina o prostej wzniesionej i pajęczynowato owłosionej łodydze o wysokości 30–100 cm.
KorzenieDługie, nitkowate.
LiścieLancetowate, na górnej stronie krótko owłosione, na dolnej pajęczynowato owłosione. Brzegi mają płytko ząbkowane o ząbkach zakończonych kłującymi szczecinkami.
KwiatyZebrane w pojedynczo występujące na szczytach pędów koszyczki o długości 20–25 mm. Koszyczki te okryte są dachówkowato na siebie zachodzącymi łuskami okrywy. W koszyczkach występują wyłącznie kwiaty rurkowate. Mają purpurowy kolor.
OwocNiełupka o długości 3–4 mm, zaopatrzona w pierzasto rozgałęzione włoski puchu kielichowego.

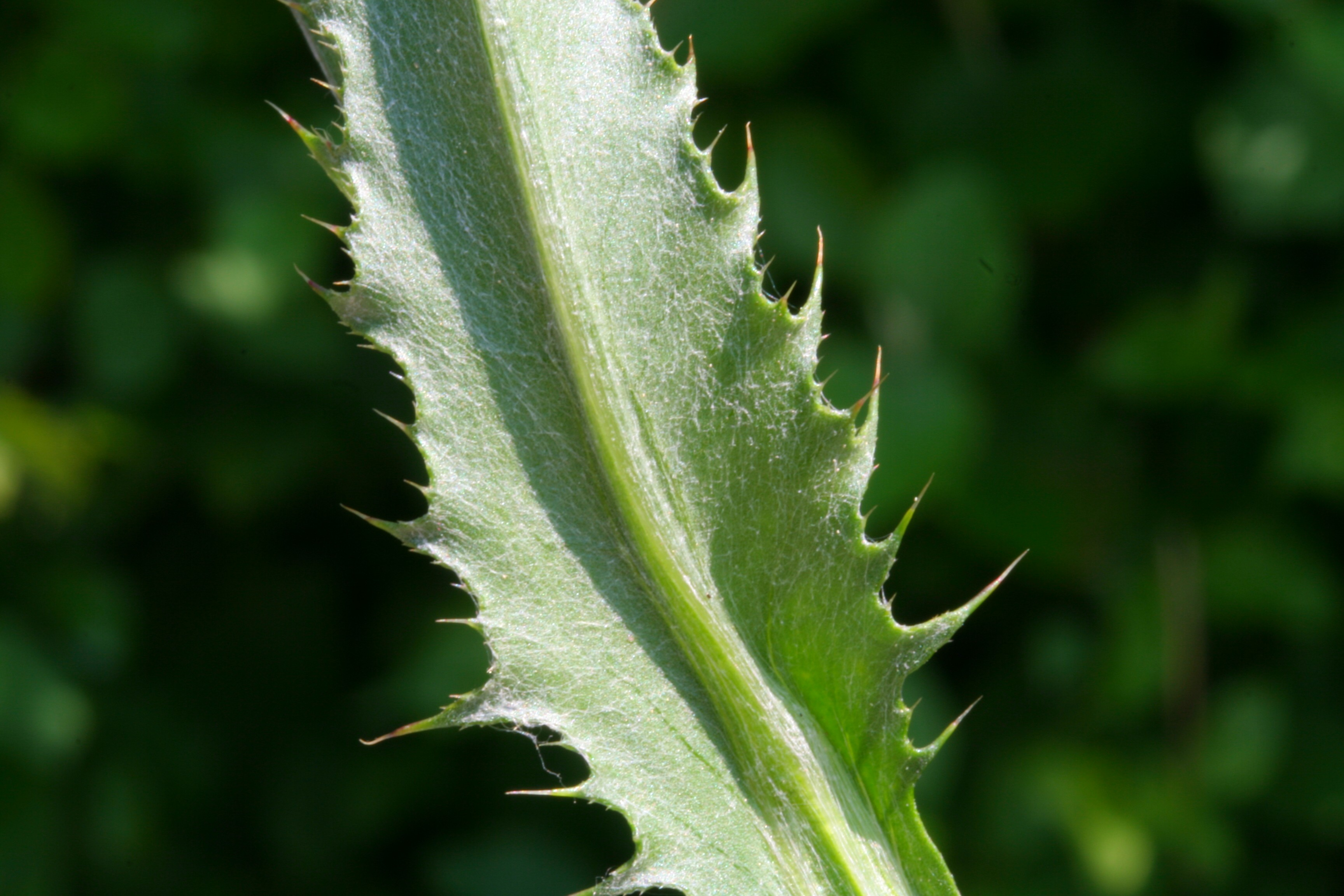
Liść
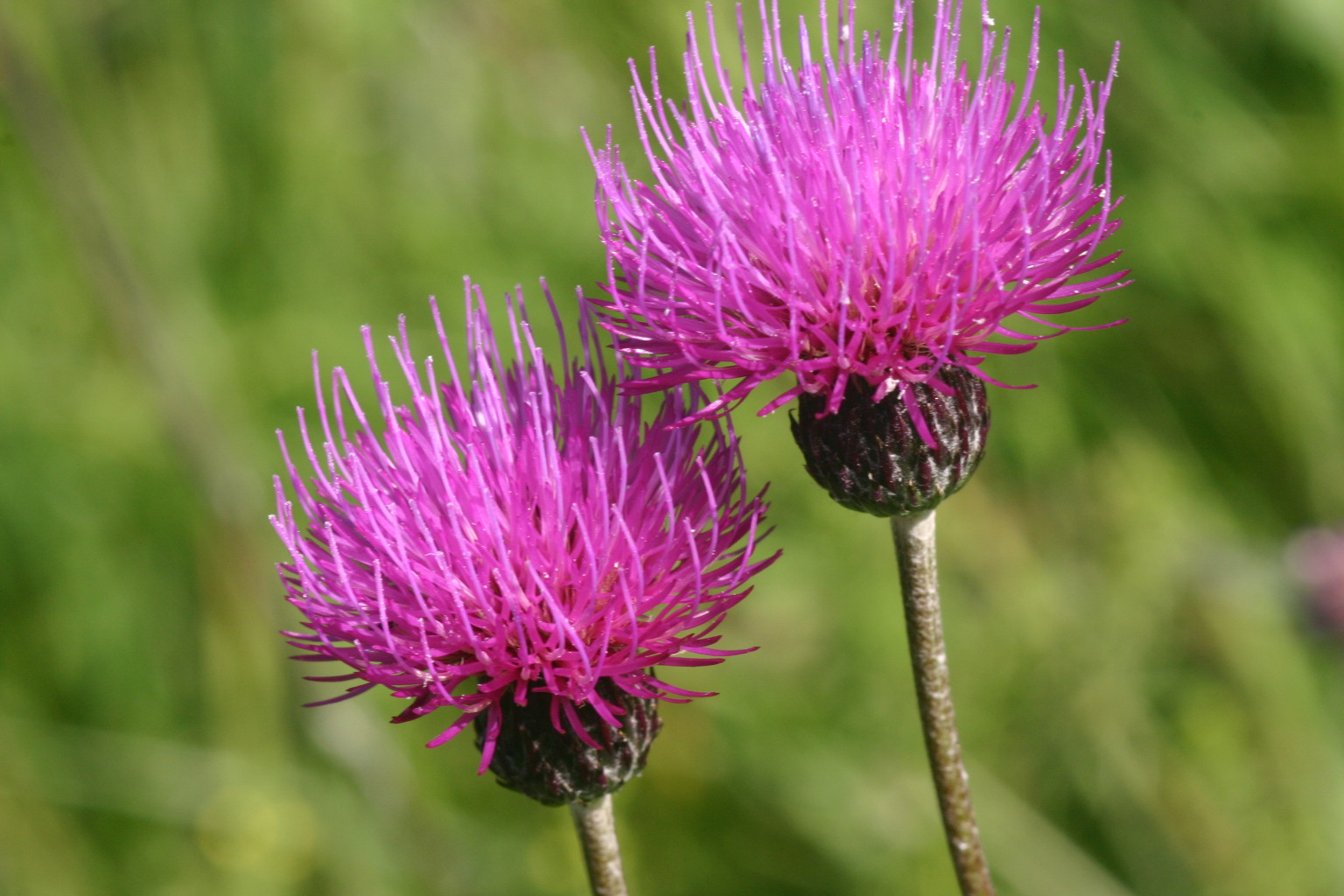
Kwiaty

## Biologia i ekologia
Bylina, hemikryptofit. Jest rośliną ciepłolubną. Rośnie w nasłonecznionych, suchych glebach o wysokiej przepuszczalności. Ma krótki, kilkutygodniowy cykl życiowy, co umożliwia wytworzenie nasion przed nastaniem letniej suszy.

## Zagrożenia i ochrona
Na terenie Polski gatunek objęty jest ochroną od 1983 roku. W latach 1983–2014 znajdował się pod ochroną ścisłą, od 2014 roku podlega ochronie gatunkowej częściowej. Umieszczony na polskiej czerwonej liście w kategorii NT (gatunek bliski zagrożenia).
Zagrożony jest zarówno wskutek naturalnej sukcesji zespołów roślinnych, jak i poprzez działalność człowieka (zaorywanie lub zalesianie jego siedlisk).